# Üb’ immer Treu’ und Redlichkeit (Film)
Üb’ immer Treu’ und Redlichkeit ist eine deutsche Stummfilmkomödie aus dem Jahre 1927 von und mit Reinhold Schünzel.

## Handlung
Orje Duff ist ein geborenes Kellerkind, aber mit einem untrüglichen Gefühl dafür gesegnet, das Glück, wenn es sich irgendwo darbietet, beim Schopfe zu ergreifen. Als Stimmungsmacher und „Lautsprecher“ bei dem Karussellbetrieb der alten Fedora Bratfisch schafft er es, auf dem Rummel stets für eine volle Bude zu sorgen. Vor allem die holde Weiblichkeit kann sich seinem draufgängerischen Charme und den flotten Sprüchen nicht entziehen. Doch Orje hat nur Augen für die hübsche, junge Christine Bleibtreu, die gleich gegenüber vom Karussell in einer anderen Rummelplatzbude ihr Geld verdient. Orje ist nicht der einzige, der um Christine wirbt. Da gibt es auch noch den schnieken Kasimir Rabach, dessen Vater ein todschickes Modehaus besitzt und der für das Jahrmarktsmädchen eine eindeutig bessere Partie wäre. 
Als Orje eines Tages im Modehaus auftaucht, wird er prompt mit einem Geschäftsmann aus Wien verwechselt, der den Rabach-Laden aufkaufen will. Der eigentliche Käufer wiederum, der bald darauf anreist, glaubt in Orje Herrn Anton Rabach vor sich zu haben, und tritt mit diesem in die Verkaufsverhandlungen ein. Clever wie Orje ist, kann er aus diesem Umstand, der lediglich auf einer Verwechslung beruht, gleich zwei Geschäfte machen: Erstens ist Duff ein guter Verhandler und veräußert für den alten Rabach, der seine Konfektionsfirma mit lediglich 250.000 Mark bewertet, dessen Geschäft für 320.000 Mark, sodass Rabach einen ordentlichen Reibach macht, und zweitens kassiert Orje zum Dank für seine Arbeit eine ordentliche Provision sowie ganz en passant auch noch die Hand der hübschen Christine, die nun nicht mehr nach dem Geld von Rabach junior zu schielen braucht, da Orje Duff nun auch finanziell von einigem Interesse ist.

## Produktionsnotizen
Üb’ immer Treu’ und Redlichkeit entstand im Februar/März 1927 und wurde am 30. September 1927 in Berlins Gloria-Palast erstaufgeführt. Premieren hat es jedoch zuvor bereits im Ausland gegeben. Der Film passierte die deutsche Zensur am 26. April 1927, war 2622 Meter lang, verteilt auf sechs Akte. Ein Jugendverbot wurde erteilt.
O. F. Werndorff und Emil Hasler gestalteten die Filmbauten.

## Wissenswertes
Die Französin Yvette Darnys, die hier ihr Filmdebüt gab, war eigentlich eine Revuetänzerin und hatte sich an entsprechenden Pariser Etablissements wie dem Casino de Paris einen Namen gemacht. 1924 brachte sie es knapp bekleidet sogar auf den Titel einer französischen Zeitschrift, ehe sie zum Jahresbeginn 1927 von Reinhold Schünzel nach Deutschland vor die Kamera geholt wurde. Bis zum Ende des Stummfilms blieb Darnys in Deutschland und wurde meist mit Tanzauftritten als Revuegirl vom Dienst eingesetzt. Mit dem Aufkommen des Tonfilms 1930 kehrte die kaum des Deutschen mächtige Pariserin in ihre Heimat zurück und geriet recht bald in Vergessenheit.

## Kritik
Die Österreichische Film-Zeitung schrieb: „Man ist schon gewöhnt, daß Reinhold Schünzel seine Filme nach einem Schema aufbaut: er ist immer irgendwo unten bei den Stiefkindern des Lebens, kommt durch eine Verwechslung in sogenannte beste Kreise, wo es niemanden auffällt, daß der gewiegte Junge eigentlich ein recht seltsames Benehmen hat, und schaukelt dann am Schlusse wieder heraus, zurück in das alte Milieu, aber entweder mit etlichen tausend Märkern mehr in der Tasche oder einem hübschen Mädchen am Arm. So auch hier!  (…) Drastische Situationen, die durch kesse Titel unterstützt werden, eine etwas unbesorgte Manuskriptführung, die auf Wahrscheinlichkeit keinen ausgesprochenen Wert legt, und Schünzels sieghafter Humor verhelfen dem Film zum Erfolg.“